# Изселване на поляци след Втората световна война
Изселването на поляци след Втората световна война е етническо прочистване в Източна Европа, проведено от Съветския съюз.
То е продължение на етническото прочистване, последвало Съветското нахлуване в Полша през 1939 година, и започва през лятото на 1944 година с напредването на съветските войски на Източния фронт на Втората световна война. Изселването обхваща над 1 милион етнически поляци от анексираните от Съветския съюз източни области на довоенна Полша. Повечето от тях се заселват в присъединените към Полша части на Източна Прусия, Померания и Силезия, откъдето е изселено дотогавашното немско население.